# The Encyclopedia of Christianity
The Encyclopedia of Christianity (La Enciclopedia del cristianismo) es una traducción al inglés de cinco volúmenes de la tercera edición revisada de Evangelisches Kirchenlexikon (1986-1999).

## Resumen
La obra presenta tanto la historia como la situación actual de la fe cristiana hoy y a lo largo de los 2.000 años de historia cristiana. Estos trabajos fueron publicados por William B. Eerdmans Publishing Company y por Brill Publishers.
Varios académicos han trabajado en él desde muchos países y antecedentes culturales, como Geoffrey W. Bromiley, John Mbiti, Erwin Fahlbusch, Jaroslav Jan Pelikan, Jan Milic Lochman y Lukas Vischer. Estos volúmenes fueron publicados entre 1998 y 2008, y también tiene una versión en línea. Según J. Scott Horrell, el trabajo fue realizado por autores internacionales:

La Enciclopedia del cristianismo es un logro extraordinario, muy recomendable para todos los estudiantes serios. Una vez más, sin embargo, uno observa la escasez de académicos del tercer mundo. Uno se pregunta por qué Branko Nikolistsch (Berlín) y Ekkehard Zipser (Hamburgo) fueron seleccionados para escribir en "Guatemala", o Michael von Brück en "India" y "Hinduismo". De los más de trescientos autores, se señala que menos de diez viven fuera de Europa y América del Norte, aunque John Mbiti de Kenia y Emilio Castro en Suiza representan sus continentes. Del mismo modo, se incluyen pocos académicos ortodoxos orientales. Una participación más representativa sigue siendo un desafío en futuras ediciones para este recurso excepcional, que ya es la enciclopedia más completa de la cristiandad disponible.

## Honores
La Enciclopedia del Cristianismo vol. 3 fue nominado “libro del mes” en 2005 por la revista académica británica “The Expository Times”. 